# Legg Mason
Legg Mason è stata una società americana di gestione degli investimenti e gestione patrimoniale con sede a Baltimora, nel Maryland, fondata nel 1899 e acquisita da Franklin Templeton Investments nel luglio 2020. Al 31 dicembre 2019, la società aveva 730,8 miliardi di dollari di asset in gestione, di cui 161,2 miliardi di dollari in asset azionari, 420,2 miliardi di dollari in asset a reddito fisso, 74,3 miliardi di dollari in asset alternativi e 75,1 miliardi di dollari in asset di liquidità. Una delle principali società di gestione di investimenti al mondo.
La sua sede era situata nel Legg Mason Building, attualmente il grattacielo più alto del Maryland con i suoi 161 metri di altezza.

## Storia
L'azienda Legg Mason è stata fondata nel 1899. Con il nome di George Mackubin & Co., la società venne quotata alla Borsa di Baltimora nel 1899, poi si è evoluta in Legg & Company, che nel 1970 ha acquisito la Mason & Company di Newport News, in Virginia, fondata da Raymond A. Mason nel 1962. Le società combinate hanno avuto sede a Baltimora e in seguito Legg Mason fu quotata alla Borsa di New York (NYSE).
Nel 2009 Nelson Peltz è entrato a far parte del consiglio di amministrazione di Legg Mason. Nel dicembre 2012, Legg Mason ha acquistato il gestore di fondi europeo Fauchier Partners da BNP Paribas per fonderlo con la sua controllata di gestione alternativa Permal. Nel dicembre 2014, Nelson Petz ha lasciato il consiglio di amministrazione, pur mantenendo l'11,3% del capitale di Legg Mason attraverso la sua società Trian.
Nel novembre 2015 ClearBridge Investments, la controllata specializzata in investimenti socialmente responsabili, ha lanciato un "fondo azionario etico statunitense" (ESG ClearBridge US Equity Sustainability). Nell'aprile 2016, Nelson Peltz ha venduto il 10% di Legg Mason a un fondo d'investimento di Singapore.

### Attività
La società offre servizi di consulenza e investimento a privati e istituzioni, all'interno di 3 divisioni: Global Managed Investments, U.S. Asset Management e International Asset Management.
Strutturata come una holding, Legg Mason aveva filiali negli Stati Uniti, nel Regno Unito, in Brasile, in Giappone, a Singapore, in Cile, in Polonia, in Australia, a Hong Kong e (dal 2008) in Italia. Inclusa nell'S&P 500 (indice del mercato azionario basato su 500 grandi società quotate nelle borse statunitensi), secondo Fortune 500 era la 619a azienda più grande degli Stati Uniti per fatturato.
Nel marzo 2017, Legg Mason ha trasferito il suo centro europeo da Londra a Dublino per mantenere il suo accesso all'Europa dopo la Brexit.
Nel giugno 2019 le azioni di Legg Mason sono aumentate del 4% dopo che l'investitore attivista Trian Fund Management LP è tornato nel consiglio di amministrazione della società.
Nel 2020, Legg Mason è stata assorbita dal Franklin Templeton Group per 4,5 miliardi di dollari.